# Bisdom Naval
Het bisdom Naval (Latijn: Dioecesis Navaliensis) is een rooms-katholiek bisdom met als zetel Naval, op de Filipijnen. Het bisdom is suffragaan aan het aartsbisdom Palo. 

## Geschiedenis
Het bisdom werd opgericht op 29 november 1988, uit delen van het aartsbisdom Palo. 

## Parochies
Het bisdom had in 2021 een oppervlakte van 1.162 km2 en telde 390.770 inwoners waarvan 91,7% rooms-katholiek was.

## Bisschoppen
- Filomeno Gonzales Bactol (29 november 1988 - 13 oktober 2017)
- Rex Cullingham Ramirez (13 oktober 2017 - heden)

## Galerij van afbeeldingen

Wapen van het bisdom

Palo (aartsbisdom) · Borongan · Calbayog · Catarman · Naval